# Burgstall Illesheim
Der Burgstall Illesheim bezeichnet eine abgegangene mittelalterliche Niederungsburg am Nordrand von Illesheim im Landkreis Neustadt an der Aisch-Bad Windsheim in Bayern. Sie ist nicht zu verwechseln mit der etwas weiter südöstlich gelegenen Burg Röllinghausen oder dem etwas weiter südlich gelegenen Schloss Illesheim.

## Geografische Lage
Die Burg lag nördlich des Flusses Aisch und westlich des Ainbachs (früher östlich davon) wo dieser heute in die Aisch mündet, etwa 180 Meter nördlich der Pfarrkirche St. Maria und Wendel und etwa 170 Meter nordöstlich der ehemaligen Burg Röllinghausen. Das noch vorhandene Schloss Illesheim liegt etwa 120 Meter südöstlich.

## Beschreibung
Bei der heute abgegangenen Burg handelt es sich um eine Wasserburg, die zusätzlich durch Erdwälle geschützt war. Sie mass in etwa 27 × 35 Meter. Von der Anlage haben sich außer geringen Resten des Außenwalls und eines Grabens nichts weiter erhalten. Heute ist das Burgenareal durch ein Wohnhaus überbaut.

## Geschichte

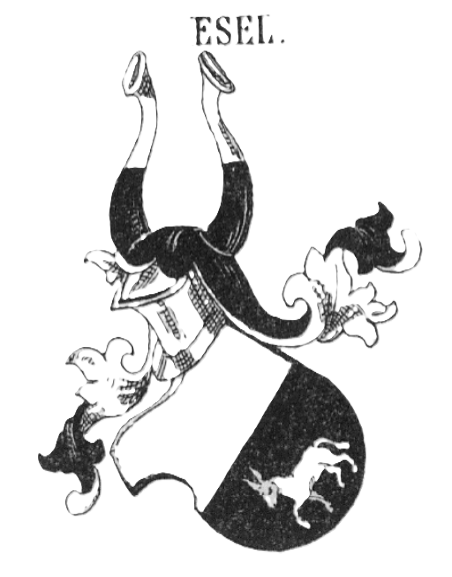
Wappen der Herren von Illesheim, genannt Esel

Als die Erbauer der Burganlage dürfen wohl die Herren von Illesheim angenommen werden. Sie waren wahrscheinlich mit dem fränkischen Uradelsgeschlecht derer von Püssensheim stammesverwandt. Dies lässt eine Urkunde aus dem Jahr 1136 vermuten, worin Konrad von Illesheim gemeinsam mit den Püssensheimern als Zeuge bei einer Streitigkeit (der Hufenbauer Sasso, dessen Schwester und deren Kinder hatten dem Abt des Klosters St. Stephan den Gehorsam verweigert) erscheint. 1171 werden „Cůnradus de Illinsheinhein et fratres sui“ - Conrad und seine Brüder urkundlich erwähnt. Dabei dürfte es sich bereits um die Söhne des 1136 genannten Konrad handeln. 1212 bezeugt ein Gotefridus Eslah die Genehmigung des Würzburger Bischofs für eine Schenkung von Gütern zu Urach an das Kloster Heilsbronn. Conrad war der Leitname der Illesheimer so lässt sich auch vermuten, dass es sich bei dem Nürnberger Mundschenken (Butiglarius) Konrad um einen Illesheimer handelt. Ihn finden wir ab 1233 regelmäßig in Urkunden. Dass er zu den Illesheimer zu zählen ist verrät sein Namenszusatz "Asinus"- lat. Esel. Deutlicher wird dies in einer Urkunde ausgestellt in Uffenheim aus dem Jahr 1289 worin wohl dessen gleichnamiger Sohn als Zeuge genannt wird. Die Urkunde handelt von der Übergabe einer Mansus in Buchen an das Kloster Schäftersheim durch die Herren von Hohenlohe. Unter den Zeugen gleich an zweiter Stelle: „C[onrad]. dicto Asino de Illenshen“ - Conrad, genannt Esel von Illesheim. „Wernheri de Illensheim“ der 1290 urkundlich erwähnt wird war vermutlich dessen Bruder, wohingegen der 1286 genannte Leutpriester Walther von Illesheim nicht zwangsläufig ein Familienmitglied gewesen sein muss. Dieser könnte auch aus einer anderen Familie entstammen und in Illesheim lediglich dieses Amt ausgeübt haben. Conrad, genannt Esel von Illesheim (1287 - Conradus dictus Ezeler, 1288 - C. dict. Asino de illenshen, 1289 - C. dicto Asino de Illenshen), war wohl der Vater oder Großvater von Conrad Esler, dem Nürnberger Schultheiß (1304 bis 1328), Gramlieb genannt Esler (1303, 1304), Ulrich (1313 - Vlrichem dem Eseler von Nvrmberg), sowie einer Tochter (1317 werden ihre beiden Söhne Franz und Conrad erwähnt). Conrad, der älteste der Brüder war mit einer Tochter des Nürnberger Forstmeisters Otto Koler verheiratet. Er dürfte auch der Vater des Friedrich Esler von Külsheim (Fritz der junge Esel - 1324) gewesen sein. Dieser besaß 1346 noch den Zehnt zu Illesheim von dem Conrad Esel 1/6 zustand.
Um 1300 scheinen sich die Illesheimer, oder Esler, aus Illesheim zurückgezogen zu haben. Entweder hatte sich der Stamm in die beiden Linien Esler und Gailingen geteilt oder das Gut ging teilweise durch Eheschließung an die Gailinger. Ab 1303 werden neben den Illesheimer genannt Esler die Gailingen-Illesheim urkundlich nachweisbar und in Illesheim dominant. Eine Urkunde worin Bischof Andreas von Würzburg (von Hohenlohe) den Brüdern Arnold der Schwarze von Gailing-Illesheim und dessen Brüder Erkenbrecht und Conrad eine Hube in Hochbach als Lehen übertrug, welches ihnen zuvor von den Reichsküchenmeistern Heinrich und Konrad von Nordenberg verkauft worden war, läutet die Ära der Gailingen in Illesheim ein. Schütz, der sich auf Biedermann bezieht, erkennt als ihren Vater einen Heinrich von Gailingen-Illesheim, beschreibt jedoch, dass dieser 1303 bereits verstorben war. Diese Annahme ist aber vermutlich falsch. Das wird aus einer Urkunde aus dem Jahr 1307 deutlich, worin der Dekan und das Kapitel von Ansbach jenem Heinrich von Gailingen das Schultheissenamt in Ansbach übertrugen.
Die Herren von Gailingen-Illesheim bauten ihren Stammsitz nun aus. Wohl zu dieser Zeit entstand der Bau einer weiteren Burg in Illesheim - die Burg Röllinghausen. Sie stand nur wenige Meter entfernt von der alten Burg Illesheim. In dieser Burg hatten die Gailingen von Illesheim ihren Sitz. Dort wurde auch der berühmte Raubritter Eppelein von Gailingen geboren.
Nach Justinus Pedro Johannes Gewin waren die Esler auch mit den Schenken von Arberg, von Geyern, Stein von Hilpoltstein, den Herren von Dietenhofen, den Reichsküchenmeistern von Rothenburg und weiteren Adelsgeschlechter der Gegend blutsverwandt.
Ob auch Burg Illesheim zeitgleich mit Burg Röllinghausen 1381 nach der öffentlichen Hinrichtung Eppeleins zerstört wurde, ist unklar. 1401 saß Eberhart von Heßburg zu Illesheim (Yllenshein) zumindest am Ort. Unklar ist wo.